# Vénus endormie (Gentileschi)
Pour les articles homonymes, voir Vénus endormie.
Vénus endormie est un tableau réalisé par la peintre italienne Artemisia Gentileschi vers 1626. De format horizontal, cette huile sur toile est une peinture mythologique qui représente Vénus endormie nue sur un lit au drap bleu outremer, son fils Cupidon à son chevet pour agiter un éventail en plumes de paon. La scène se déroule sous un rideau rouge près d'une fenêtre à balustrade donnant sur un paysage centré sur le temple de Vesta à Tivoli. L'œuvre est conservée au musée des Beaux-Arts de Virginie, à Richmond, en Virginie, aux États-Unis.